# بيضة الملاك
بيضة الملاك، فيلم أنمي سريالي ياباني، من إنتاج توكوما شوتن عام 1985؛ بالاشتراك مع الرسام يوشيتاكا أمانو والمخرج مامورو اوشي. هذا الفيلم يجمع السريالية بالوجودية وتقريباً بدون استعمال أي حوار بين الشخصيات.

## ملخص القصة
بيضه الملاك هو يوميات فتاة صغيرة في عالم الظلال والظلام السريالي.

## وصلات خارجية
- بيضة الملاك على موقع IMDb (الإنجليزية)
- بيضة الملاك على موقع ألو سيني (الفرنسية)
- بيضة الملاك على موقع أول موفي (الإنجليزية)
- بيضة الملاك على موقع فيلمافينيتي (الإسبانية)
- بيضة الملاك على موقع قاعدة بيانات الفيلم (الإنجليزية)
- بيضة الملاك على موقع ليتربوكسد (الإنجليزية)
- بيضة الملاك على موقع كينوبويسك (الروسية)
- بيضة الملاك على موقع ANN anime (الإنجليزية)

1. ↑  "معلومات عن بيضة الملاك على موقع animenewsnetwork.com". animenewsnetwork.com. مؤرشف من الأصل في 2019-05-15.
2. ↑  "معلومات عن بيضة الملاك على موقع kinenote.com". kinenote.com. مؤرشف من الأصل في 2019-12-14.
3. ↑  "معلومات عن بيضة الملاك على موقع musicbrainz.org". musicbrainz.org. مؤرشف من الأصل في 2019-05-27.